# Anabasis ferganica
Anabasis ferganica är en amarantväxtart som beskrevs av Vasiliĭ Petrovich Drobow. Anabasis ferganica ingår i släktet Anabasis och familjen amarantväxter. Inga underarter finns listade i Catalogue of Life.